# HC UNIZA
A HC UNIZA egy szlovák egyetemi jégkorongcsapat Zsolnán. A csapatot 2020-ban alapították, és 2021-től az Európai Egyetemi Jégkorong Ligában játszik. A klub a Zsolnai Egyetemet képviseli. A hazai mérkőzéseit a 6 200 férőhelyes Niké arénában játssza.

## Története

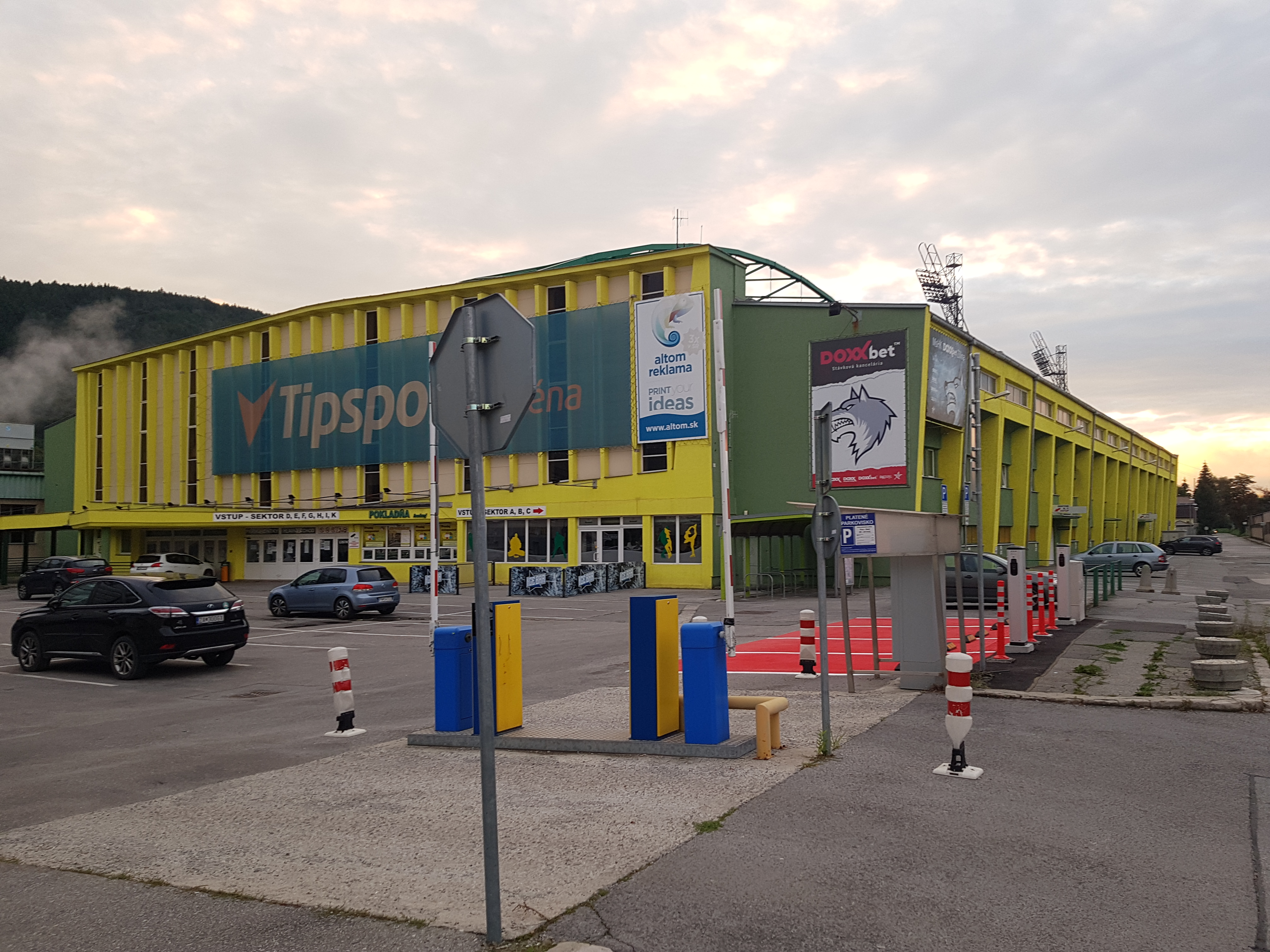
A csapat otthona, a zsolnai Niké aréna

A csapatot 2020-ban alapították.

## Statisztikák
| Alapszakasz | Alapszakasz | Alapszakasz | Alapszakasz | Alapszakasz | Alapszakasz | Alapszakasz | Alapszakasz | Alapszakasz | Rájátszás                                  | Rájátszás                   | Rájátszás                   |
| Szezon      | LM          | GY          | GY.H.       | V. H.       | V           | G           | P           | Helyezés    | Negyeddöntő                                | Elődöntő                    | Döntő                       |
| ----------- | ----------- | ----------- | ----------- | ----------- | ----------- | ----------- | ----------- | ----------- | ------------------------------------------ | --------------------------- | --------------------------- |
| 2021–22     | 11          | 2           | 1           | 0           | 8           | 36:76       | 8           | 7.          | Nem jutott be a rájátszásba                | Nem jutott be a rájátszásba | Nem jutott be a rájátszásba |
| 2022–23     | 14          | 3           | 1           | 1           | 9           | 47:68       | 12          | 6.          | Vereség az UHT Sabers Oświęcim ellen (1-2) | -                           | -                           |
| 2023–24     | 14          | 1           | 0           | 1           | 12          | 15:71       | 4           | 8.          | Nem jutott be a rájátszásba                | Nem jutott be a rájátszásba | Nem jutott be a rájátszásba |
| 2024–25     | 12          | 3           | 1           | 0           | 8           | 27:50       | 11          | 5.          | Vereség az UNI Győr ETO HC ellen (0-3)     | -                           | -                           |